# Spalax graecus
Spalax graecus là một loài động vật có vú trong họ Spalacidae, bộ Gặm nhấm. Loài này được Nehring mô tả năm 1898.